# Caloptilia insolita
Caloptilia insolita is een vlinder uit de familie mineermotten (Gracillariidae). De wetenschappelijke naam van deze soort is voor het eerst geldig gepubliceerd in 1989 door Triberti.
De soort komt voor in tropisch Afrika.